# カトリック中央協議会
カトリック中央協議会（英: Catholic Bishops' Conference of Japan）は、日本カトリック司教協議会（カトリック教会法に基づく常設組織）の法人としての名称。宗教法人としては包括宗教法人である。
宗教法人法の公布および施行（1951年）に伴い、1952年（昭和27年）に現在の名称で法人登録した。所在地は東京都江東区潮見2-10-10。
近くには、「蟻の町のマリア」で知られるカトリック潮見教会がある。
2022年2月14日より、会長は東京教会管区大司教・東京大司教のタルチシオ菊地功大司教が、副会長は横浜司教のラファエル梅村昌弘司教が務めている。いずれも司教協議会の同名ポストと兼務になっており、任期は2025年度の定例司教総会開始時まで。